# Zapasy na Letnich Igrzyskach Olimpijskich 2012 – kwalifikacje

## Podsumowanie kwalifikacji
| Kraj                         | Mężczyźni – styl wolny | Mężczyźni – styl wolny | Mężczyźni – styl wolny | Mężczyźni – styl wolny | Mężczyźni – styl wolny | Mężczyźni – styl wolny | Mężczyźni – styl wolny | Mężczyźni – styl klasyczny | Mężczyźni – styl klasyczny | Mężczyźni – styl klasyczny | Mężczyźni – styl klasyczny | Mężczyźni – styl klasyczny | Mężczyźni – styl klasyczny | Mężczyźni – styl klasyczny | Kobiety – styl wolny | Kobiety – styl wolny | Kobiety – styl wolny | Kobiety – styl wolny | Razem |
| Kraj                         | 55                     | 60                     | 66                     | 74                     | 84                     | 96                     | 120                    | 55                         | 60                         | 66                         | 74                         | 84                         | 96                         | 120                        | 48                   | 55                   | 63                   | 72                   | Razem |
| ---------------------------- | ---------------------- | ---------------------- | ---------------------- | ---------------------- | ---------------------- | ---------------------- | ---------------------- | -------------------------- | -------------------------- | -------------------------- | -------------------------- | -------------------------- | -------------------------- | -------------------------- | -------------------- | -------------------- | -------------------- | -------------------- | ----- |
| Algieria                     |                        |                        |                        |                        |                        |                        |                        |                            | X                          | X                          |                            |                            |                            |                            |                      |                      |                      |                      | 2     |
| Argentyna                    |                        |                        |                        |                        |                        |                        |                        |                            |                            |                            |                            |                            |                            |                            | X                    |                      |                      |                      | 1     |
| Armenia                      | X                      |                        | X                      |                        | X                      |                        |                        |                            |                            | X                          | X                          |                            | X                          | X                          |                      |                      |                      |                      | 7     |
| Australia                    |                        | X                      |                        |                        |                        |                        |                        |                            |                            |                            |                            |                            |                            |                            |                      |                      |                      |                      | 1     |
| Austria                      |                        |                        |                        |                        |                        |                        |                        |                            |                            |                            |                            | X                          |                            |                            |                      |                      |                      |                      | 1     |
| Azerbejdżan                  |                        | X                      | X                      | X                      | X                      | X                      | X                      | X                          | X                          |                            | X                          | X                          | X                          |                            | X                    | X                    |                      |                      | 13    |
| Białoruś                     |                        |                        | X                      |                        | X                      | X                      | X                      | X                          |                            |                            | X                          | X                          | X                          | X                          | X                    |                      |                      | X                    | 11    |
| Brazylia                     |                        |                        |                        |                        |                        |                        |                        |                            |                            |                            |                            |                            |                            |                            |                      | X                    |                      |                      | 1     |
| Bułgaria                     | X                      | X                      | X                      | X                      |                        |                        |                        | X                          | X                          |                            |                            | X                          | X                          |                            |                      |                      |                      | X                    | 9     |
| Chile                        |                        |                        |                        |                        |                        |                        |                        |                            |                            |                            |                            |                            |                            | X                          |                      |                      |                      |                      | 1     |
| Chiny                        |                        |                        |                        | X                      |                        |                        | X                      | X                          | X                          |                            |                            |                            |                            | X                          | X                    |                      | X                    | X                    | 8     |
| Chorwacja                    |                        |                        |                        |                        |                        |                        |                        |                            |                            |                            | X                          | X                          |                            |                            |                      |                      |                      |                      | 2     |
| Czechy                       |                        |                        |                        |                        |                        |                        |                        |                            |                            |                            |                            |                            | X                          |                            |                      |                      |                      |                      | 1     |
| Dania                        |                        |                        |                        |                        |                        |                        |                        | X                          |                            |                            | X                          |                            |                            |                            |                      |                      |                      |                      | 2     |
| Egipt                        | X                      | X                      | X                      |                        | X                      | X                      | X                      | X                          | X                          | X                          | X                          | X                          | X                          | X                          |                      | X                    |                      |                      | 14    |
| Ekwador                      |                        |                        |                        |                        |                        |                        |                        |                            |                            | X                          |                            |                            |                            |                            |                      | X                    |                      |                      | 2     |
| Estonia                      |                        |                        |                        |                        |                        |                        |                        |                            |                            |                            |                            |                            | X                          | X                          |                      |                      |                      |                      | 2     |
| Finlandia                    |                        |                        |                        |                        |                        |                        |                        |                            | X                          |                            |                            | X                          |                            |                            |                      |                      |                      |                      | 2     |
| Francja                      |                        | X                      |                        |                        |                        |                        |                        |                            | X                          | X                          | X                          | X                          |                            |                            |                      |                      |                      | X                    | 6     |
| Grecja                       |                        |                        |                        | X                      |                        |                        |                        |                            |                            |                            |                            |                            |                            |                            |                      | X                    |                      |                      | 2     |
| Gruzja                       | X                      | X                      | X                      | X                      | X                      | X                      | X                      |                            | X                          | X                          | X                          | X                          | X                          | X                          |                      |                      |                      |                      | 13    |
| Guam                         |                        |                        |                        | X                      |                        |                        |                        |                            |                            |                            |                            |                            |                            |                            |                      |                      | X                    |                      | 1     |
| Gwinea Bissau                |                        |                        |                        | X                      |                        |                        |                        |                            |                            |                            |                            |                            |                            |                            |                      |                      | X                    |                      | 2     |
| Hiszpania                    |                        |                        |                        |                        |                        |                        |                        |                            |                            |                            |                            |                            |                            |                            |                      |                      |                      | X                    | 1     |
| Honduras                     | X                      |                        |                        |                        |                        |                        |                        |                            |                            |                            |                            |                            |                            |                            |                      |                      |                      |                      | 1     |
| Indie                        | X                      | X                      | X                      | X                      |                        |                        |                        |                            |                            |                            |                            |                            |                            |                            |                      | X                    |                      |                      | 5     |
| Irak                         |                        |                        |                        |                        |                        |                        |                        |                            |                            |                            |                            |                            |                            | X                          |                      |                      |                      |                      | 1     |
| Iran                         | X                      | X                      | X                      | X                      | X                      | X                      | X                      | X                          | X                          | X                          |                            | X                          | X                          | X                          |                      |                      |                      |                      | 13    |
| Japonia                      | X                      | X                      | X                      | X                      |                        | X                      |                        | X                          | X                          | X                          |                            |                            | X                          |                            | X                    | X                    | X                    | X                    | 13    |
| Kamerun                      |                        |                        |                        |                        |                        |                        |                        |                            |                            |                            |                            |                            |                            |                            |                      |                      |                      | X                    | 1     |
| Kanada                       | X                      |                        | X                      | X                      |                        | X                      | X                      |                            |                            |                            |                            |                            |                            |                            | X                    | X                    | X                    | X                    | 9     |
| Kazachstan                   | X                      | X                      | X                      | X                      | X                      | X                      | X                      |                            | X                          | X                          | X                          | X                          |                            | X                          | X                    |                      | X                    | X                    | 15    |
| Kirgistan                    |                        |                        |                        |                        |                        | X                      |                        | X                          |                            |                            | X                          |                            |                            |                            |                      |                      | X                    |                      | 4     |
| Kolumbia                     |                        |                        |                        |                        |                        |                        |                        |                            |                            |                            |                            |                            |                            |                            | X                    | X                    |                      | X                    | 3     |
| Korea Południowa             | X                      | X                      |                        |                        |                        |                        |                        | X                          | X                          | X                          | X                          | X                          |                            |                            | X                    | X                    |                      |                      | 9     |
| Korea Północna               | X                      | X                      |                        |                        |                        |                        |                        | X                          |                            |                            |                            |                            |                            |                            |                      | X                    | X                    |                      | 5     |
| Kuba                         |                        | X                      | X                      |                        | X                      | X                      |                        | X                          | X                          | X                          | X                          | X                          | X                          | X                          |                      |                      | X                    |                      | 12    |
| Litwa                        |                        |                        |                        |                        |                        |                        |                        |                            |                            | X                          | X                          |                            |                            |                            |                      |                      |                      |                      | 2     |
| Łotwa                        |                        |                        |                        |                        | X                      |                        |                        |                            |                            |                            |                            |                            |                            |                            |                      |                      | X                    |                      | 2     |
| Madagaskar                   |                        |                        |                        |                        |                        |                        |                        |                            |                            |                            |                            |                            |                            |                            |                      |                      |                      | X                    | 1     |
| Maroko                       |                        |                        |                        |                        |                        |                        |                        | X                          |                            |                            |                            |                            | X                          |                            |                      |                      |                      |                      | 2     |
| Meksyk                       |                        | X                      |                        |                        |                        |                        | X                      |                            |                            |                            |                            |                            |                            |                            |                      |                      |                      |                      | 2     |
| Mikronezja                   |                        |                        |                        |                        |                        |                        |                        |                            |                            |                            |                            | X                          |                            |                            |                      |                      |                      |                      | 1     |
| Mołdawia                     |                        |                        |                        |                        |                        | X                      |                        |                            |                            |                            |                            |                            |                            |                            |                      |                      |                      | X                    | 2     |
| Mongolia                     | X                      |                        |                        | X                      | X                      |                        | X                      |                            |                            |                            |                            |                            |                            |                            | X                    | X                    | X                    | X                    | 8     |
| Namibia                      | X                      |                        |                        |                        |                        |                        |                        |                            |                            |                            |                            |                            |                            |                            |                      |                      |                      |                      | 1     |
| Niemcy                       |                        | X                      |                        |                        |                        |                        | X                      |                            |                            | X                          |                            |                            |                            |                            | X                    |                      |                      |                      | 4     |
| Nigeria                      |                        |                        |                        |                        | X                      | X                      |                        |                            |                            |                            |                            |                            |                            |                            |                      |                      | X                    | X                    | 4     |
| Norwegia                     |                        |                        |                        |                        |                        |                        |                        |                            | X                          |                            |                            |                            |                            |                            |                      |                      |                      |                      | 1     |
| Polska                       |                        |                        |                        |                        |                        |                        |                        |                            |                            |                            |                            | X                          |                            | X                          | X                    |                      | X                    |                      | 4     |
| Portoryko                    |                        | X                      |                        | X                      | X                      |                        |                        |                            |                            |                            |                            |                            |                            |                            |                      |                      |                      |                      | 3     |
| Republika Środkowoafrykańska |                        |                        |                        |                        |                        |                        |                        |                            |                            |                            |                            |                            |                            |                            |                      |                      | X                    |                      | 1     |
| Rosja                        | X                      | X                      | X                      | X                      | X                      | X                      | X                      | X                          | X                          |                            | X                          | X                          | X                          | X                          |                      | X                    | X                    | X                    | 16    |
| Rumunia                      |                        |                        |                        |                        |                        |                        | X                      |                            |                            |                            |                            |                            | X                          |                            |                      |                      |                      |                      | 2     |
| Samoa Amerykańskie           |                        |                        |                        |                        |                        | X                      |                        |                            |                            |                            |                            |                            |                            |                            |                      |                      |                      |                      | 1     |
| Senegal                      |                        |                        |                        |                        |                        |                        | X                      |                            |                            |                            |                            |                            |                            |                            | X                    |                      |                      |                      | 2     |
| Serbia                       |                        |                        |                        |                        |                        |                        |                        |                            |                            | X                          |                            |                            |                            |                            |                      |                      |                      |                      | 1     |
| Stany Zjednoczone            | X                      | X                      | X                      | X                      | X                      | X                      | X                      | X                          | X                          | X                          | X                          | X                          |                            | X                          | X                    | X                    | X                    | X                    | 17    |
| Szwajcaria                   |                        |                        |                        |                        |                        |                        |                        |                            |                            | X                          |                            |                            |                            |                            |                      |                      |                      |                      | 1     |
| Szwecja                      |                        |                        |                        |                        |                        |                        |                        |                            |                            |                            | X                          |                            | X                          | X                          |                      | X                    | X                    | X                    | 6     |
| Tadżykistan                  | X                      |                        | X                      |                        | X                      | X                      |                        |                            |                            |                            |                            |                            |                            |                            |                      |                      |                      |                      | 4     |
| Tunezja                      |                        |                        | X                      | X                      |                        |                        |                        |                            |                            |                            | X                          | X                          | X                          | X                          | X                    | X                    |                      |                      | 8     |
| Turcja                       | X                      |                        | X                      |                        | X                      | X                      | X                      | X                          | X                          | X                          | X                          | X                          | X                          | X                          |                      |                      | X                    |                      | 13    |
| Ukraina                      |                        | X                      | X                      |                        | X                      | X                      | X                      | X                          | X                          |                            |                            | X                          |                            | X                          | X                    | X                    | X                    | X                    | 13    |
| Uzbekistan                   | X                      |                        | X                      | X                      | X                      | X                      | X                      | X                          |                            |                            |                            |                            |                            | X                          |                      |                      |                      |                      | 8     |
| Wenezuela                    |                        |                        |                        | X                      | X                      |                        |                        |                            | X                          | X                          |                            |                            | X                          |                            | X                    | X                    |                      |                      | 7     |
| Węgry                        |                        |                        |                        | X                      |                        |                        | X                      | X                          |                            | X                          | X                          |                            |                            | X                          |                      |                      | X                    |                      | 7     |
| Wielka Brytania              |                        |                        |                        |                        |                        |                        |                        |                            |                            |                            |                            |                            |                            |                            |                      | X                    |                      |                      | 1     |
| Wietnam                      |                        |                        |                        |                        |                        |                        |                        |                            |                            |                            |                            |                            |                            |                            | X                    |                      |                      |                      | 1     |
| Włochy                       |                        |                        |                        |                        |                        |                        |                        |                            |                            |                            |                            |                            | X                          |                            |                      |                      |                      |                      | 1     |
| Wybrzeże Kości Słoniowej     |                        |                        |                        |                        |                        |                        |                        |                            |                            |                            |                            |                            |                            |                            | X                    |                      |                      |                      | 1     |
| Total: 71 krajów             | 19                     | 19                     | 19                     | 19                     | 19                     | 19                     | 19                     | 19                         | 19                         | 19                         | 19                         | 20                         | 19                         | 20                         | 19                   | 19                   | 20                   | 18                   | 344   |

## Zawody kwalifikacyjne
| Zawody                                      | Data                       | Miejsce   |
| ------------------------------------------- | -------------------------- | --------- |
| Mistrzostwa Świata w Zapasach 2011          | 12 – 18 września 2011      | Stambuł   |
| Turniej kwalifikacyjny dla Afryki i Oceanii | 16 – 18 marca 2012         | Marrakesz |
| Amerykański Turniej Kwalifikacyjny          | 23 – 25 marca 2012         | Kissimmee |
| Azjatycki Turniej Kwalifikacyjny            | 30 marca – 1 kwietnia 2012 | Astana    |
| Europejski Turniej Kwalifikacyjny           | 20 – 22 kwietnia 2012      | Sofia     |
| I Światowy Turniej Kwalifikacyjny           | 27 – 29 kwietnia 2012      | Taiyuan   |
| II Światowy Turniej Kwalifikacyjny          | 4 – 6 maja 2012            | Helsinki  |

## Mężczyźni – styl wolny

### 55 kg
| Zawody                                      | Miejsc | Zakwalifikowani                                                                                |
| ------------------------------------------- | ------ | ---------------------------------------------------------------------------------------------- |
| Mistrzostwa Świata w Zapasach 2011          | 6      | Wiktor Lebiediew Radosław Welikow Daulet Nijazbekow Hasan Rahimi Mihran Dżaburian Nick Simmons |
| Turniej kwalifikacyjny dla Afryki i Oceanii | 2      | Ibrahim Faradż Sem Shilimela                                                                   |
| Amerykański Turniej Kwalifikacyjny          | 2      | David Tremblay Brandon Escobar                                                                 |
| Azjatycki Turniej Kwalifikacyjny            | 2      | Amit Kumar Shinichi Yumoto                                                                     |
| Europejski Turniej Kwalifikacyjny           | 2      | Vladimer Khinchegashvili Ahmet Peker                                                           |
| I Światowy Turniej Kwalifikacyjny           | 3      | Yang Kyong-il Dilshod Mansurov Kim Jin-cheol                                                   |
| II Światowy Turniej Kwalifikacyjny          | 2      | Bayaraagiin Naranbaatar Nikolay Noev                                                           |
| Gospodarz/Inwitacja                         | 0      | –                                                                                              |
| Razem                                       | 19     |                                                                                                |

### 60 kg
| Zawody                                      | Miejsc | Zakwalifikowani                                                                              |
| ------------------------------------------- | ------ | -------------------------------------------------------------------------------------------- |
| Mistrzostwa Świata w Zapasach 2011          | 6      | Biesik Kuduchow Franklin Gómez Ken’ichi Yumoto Dauren Żumagalijew Didier Pais Malkhaz Zarkua |
| Turniej kwalifikacyjny dla Afryki i Oceanii | 2      | Hassan Madani Farzad Tarash                                                                  |
| Amerykański Turniej Kwalifikacyjny          | 2      | Yowlys Bonne Guillermo Torres                                                                |
| Azjatycki Turniej Kwalifikacyjny            | 2      | Masoud Esmaeilpour Yogeshwar Dutt                                                            |
| Europejski Turniej Kwalifikacyjny           | 2      | Toghrul Asgarov Anatoli Guidea                                                               |
| I Światowy Turniej Kwalifikacyjny           | 3      | Ri Jong-myong Lee Seung-chul Shawn Bunch                                                     |
| II Światowy Turniej Kwalifikacyjny          | 2      | Wasyl Fedoryszyn Tim Schleicher                                                              |
| Gospodarz/Inwitacja                         | 0      | –                                                                                            |
| Razem                                       | 19     |                                                                                              |

### 66 kg
| Zawody                                      | Miejsc | Zakwalifikowani                                                                          |
| ------------------------------------------- | ------ | ---------------------------------------------------------------------------------------- |
| Mistrzostwa Świata w Zapasach 2011          | 6      | Mehdi Taghavi Tatsuhiro Yonemitsu Cəbrayıl Həsənov Liván López Leonid Bazan Adam Batirow |
| Turniej kwalifikacyjny dla Afryki i Oceanii | 2      | Abdou Omar Haithem Ayech                                                                 |
| Amerykański Turniej Kwalifikacyjny          | 2      | Haislan Garcia Brent Metcalf                                                             |
| Azjatycki Turniej Kwalifikacyjny            | 2      | Ikhtiyor Navruzov Akzhurek Tanatarov                                                     |
| Europejski Turniej Kwalifikacyjny           | 2      | Ali Shabanau David Safaryan                                                              |
| I Światowy Turniej Kwalifikacyjny           | 3      | Sushil Kumar Otar Tushishvili Andriy Kvyatkovskyi                                        |
| II Światowy Turniej Kwalifikacyjny          | 2      | Zalimkhan Yusupov Ramazan Şahin                                                          |
| Gospodarz/Inwitacja                         | 0      | –                                                                                        |
| Razem                                       | 19     |                                                                                          |

### 74 kg
| Zawody                                      | Miejsc | Zakwalifikowani                                                                                       |
| ------------------------------------------- | ------ | --- |
| Mistrzostwa Świata w Zapasach 2011          | 6      | Jordan Burroughs Sadegh Goudarzi Əşrəf Əliyev Dawit Chuciszwili Ricardo Robertty Abdulkhakim Shapiyev |
| Turniej kwalifikacyjny dla Afryki i Oceanii | 2      | Augusto Midana Bilel Ouechtati                                                                        |
| Amerykański Turniej Kwalifikacyjny          | 2      | Matt Gentry Francisco Soler                                                                           |
| Azjatycki Turniej Kwalifikacyjny            | 2      | Rashid Kurbanov Sosuke Takatani                                                                       |
| Europejski Turniej Kwalifikacyjny           | 2      | Adam Saitiev Kiril Terziev                                                                            |
| I Światowy Turniej Kwalifikacyjny           | 3      | Pürevjavyn Önörbat Gábor Hatos Zhang Chongyao                                                         |
| II Światowy Turniej Kwalifikacyjny          | 2      | Narsingh Pancham Yadav Olegk Motsalin                                                                 |
| Gospodarz/Inwitacja                         | 0      | – |
| Razem                                       | 19     | |

### 84 kg
| Zawody                                      | Miejsc | Zakwalifikowani                                                                                  |
| ------------------------------------------- | ------ | ------------------------------------------------------------------------------------------------ |
| Mistrzostwa Świata w Zapasach 2011          | 6      | Şərif Şərifov Ibrahim Ałdatow Dato Marsagiszwili Albert Saritow Armands Zvirbulis Cael Sanderson |
| Turniej kwalifikacyjny dla Afryki i Oceanii | 2      | Ahmed Miligy Andrew Adibo Dick                                                                   |
| Amerykański Turniej Kwalifikacyjny          | 2      | Humberto Arencibia Jaime Espinal                                                                 |
| Azjatycki Turniej Kwalifikacyjny            | 2      | Ehsan Lashgari Zaurbek Soxiyev                                                                   |
| Europejski Turniej Kwalifikacyjny           | 2      | Gadzhimurad Nurmagomedov İbrahim Bölükbaşı                                                       |
| I Światowy Turniej Kwalifikacyjny           | 3      | José Daniel Díaz Soslan Gattsiev Yermek Baiduashov                                               |
| II Światowy Turniej Kwalifikacyjny          | 2      | Yusup Abdusalomov Orgodolyn Üitümen                                                              |
| Gospodarz/Inwitacja                         | 0      | –                                                                                                |
| Razem                                       | 19     |                                                                                                  |

### 96 kg
| Zawody                                      | Miejsc | Zakwalifikowani                                                                       |
| ------------------------------------------- | ------ | ------------------------------------------------------------------------------------- |
| Mistrzostwa Świata w Zapasach 2011          | 6      | Reza Yazdani Serhat Balcı Rusłan Szejchau Jake Varner Sinivie Boltic Tajmuraz Tigijew |
| Turniej kwalifikacyjny dla Afryki i Oceanii | 2      | Mostafa Farhat Carl Floor                                                             |
| Amerykański Turniej Kwalifikacyjny          | 2      | Javier Cortina Khetag Pliev                                                           |
| Azjatycki Turniej Kwalifikacyjny            | 2      | Kurban Kurbanov Rustam Iskandari                                                      |
| Europejski Turniej Kwalifikacyjny           | 2      | Abdusalam Gadisov Giorgi Gogshelidze                                                  |
| I Światowy Turniej Kwalifikacyjny           | 3      | Khetag Gazyumov Magomed Musaev Valerii Andriitsev                                     |
| II Światowy Turniej Kwalifikacyjny          | 2      | Nicolae Ceban Takao Isokawa                                                           |
| Gospodarz/Inwitacja                         | 0      | –                                                                                     |
| Razem                                       | 19     |                                                                                       |

### 120 kg
| Zawody                                      | Miejsc | Zakwalifikowani |
| ------------------------------------------- | ------ | --- |
| Mistrzostwa Świata w Zapasach 2011          | 6      | Alaksiej Szamarau Biljał Machow Camaladdin Maqomedov Dawit Modzmanaszwili Jargalsaikhany Chuluunbat Tervel Dlagnev |
| Turniej kwalifikacyjny dla Afryki i Oceanii | 2      | El-Desoki Ismail Malal Ndiaye                                                                                      |
| Amerykański Turniej Kwalifikacyjny          | 2      | Arjan Bhullar Jesse Ruíz                                                                                           |
| Azjatycki Turniej Kwalifikacyjny            | 2      | Artur Tajmazow Marid Mutalimow                                                                                     |
| Europejski Turniej Kwalifikacyjny           | 2      | Dániel Ligeti Taha Akgül                                                                                           |
| I Światowy Turniej Kwalifikacyjny           | 3      | Parviz Hadi Nick Matuhin Liang Lei                                                                                 |
| II Światowy Turniej Kwalifikacyjny          | 2      | Oleksandr Khotsianivskyi Rareș Chintoan                                                                            |
| Gospodarz/Inwitacja                         | 0      | – |
| Razem                                       | 19     | |

## Mężczyźni – styl klasyczny

### 55 kg
| Zawody                                      | Miejsc | Zakwalifikowani                                                                     |
| ------------------------------------------- | ------ | ----------------------------------------------------------------------------------- |
| Mistrzostwa Świata w Zapasach 2011          | 6      | Rövşən Bayramov Elbiek Tażyjeu Li Shujin Biekchan Mankijew Péter Módos Yun Won-chol |
| Turniej kwalifikacyjny dla Afryki i Oceanii | 2      | Mohamed Abu-Halima Fouad Fajari                                                     |
| Amerykański Turniej Kwalifikacyjny          | 2      | Javier Duménigo Spenser Mango                                                       |
| Azjatycki Turniej Kwalifikacyjny            | 2      | Kohei Hasegawa Hamid Sourian                                                        |
| Europejski Turniej Kwalifikacyjny           | 2      | Håkan Nyblom Aleksandar Kostadinov                                                  |
| I Światowy Turniej Kwalifikacyjny           | 3      | Choi Gyu-jin Ayhan Karakuş Elmurat Tasmuradov                                       |
| II Światowy Turniej Kwalifikacyjny          | 2      | Vugar Rakhimov Arsen Eraliev                                                        |
| Gospodarz/Inwitacja                         | 0      | –                                                                                   |
| Razem                                       | +19    |                                                                                     |

### 60 kg
| Zawody                                      | Miejsc | Zakwalifikowani                                                                         |
| ------------------------------------------- | ------ | --------------------------------------------------------------------------------------- |
| Mistrzostwa Świata w Zapasach 2011          | 6      | Omid Norouzi Ałmat Kiebispajew Zaur Kuramagomiedow Iwo Angełow Jung Ji-hyun Luis Liendo |
| Turniej kwalifikacyjny dla Afryki i Oceanii | 2      | Sayed Abdelmoneim Tarek Benaissa                                                        |
| Amerykański Turniej Kwalifikacyjny          | 2      | Hansel Meoque Ellis Coleman                                                             |
| Azjatycki Turniej Kwalifikacyjny            | 2      | Sheng Jiang Ryutaro Matsumoto                                                           |
| Europejski Turniej Kwalifikacyjny           | 2      | Kamran Məmmədov Matti Kettunen                                                          |
| I Światowy Turniej Kwalifikacyjny           | 3      | Lenur Temirov Tarik Belmadani Rahman Bilici                                             |
| II Światowy Turniej Kwalifikacyjny          | 2      | Revaz Lashkhi Stig André Berge                                                          |
| Gospodarz/Inwitacja                         | 0      | –                                                                                       |
| Razem                                       | +19    |                                                                                         |

### 66 kg
| Zawody                                      | Miejsc | Zakwalifikowani                                                                        |
| ------------------------------------------- | ------ | -------------------------------------------------------------------------------------- |
| Mistrzostwa Świata w Zapasach 2011          | 6      | Saeid Abdevali Manuczar Cchadaia Kim Hyeon-woo Pedro Isaac Frank Stäbler Justin Lester |
| Turniej kwalifikacyjny dla Afryki i Oceanii | 2      | Mohamed Serir Ashraf El-Gharably                                                       |
| Amerykański Turniej Kwalifikacyjny          | 2      | Orlando Huacón Wuileixis Rivas                                                         |
| Azjatycki Turniej Kwalifikacyjny            | 2      | Darkhan Bayakhmetov Tsutomu Fujimura                                                   |
| Europejski Turniej Kwalifikacyjny           | 2      | Steeve Guénot Edgaras Venckaitis                                                       |
| I Światowy Turniej Kwalifikacyjny           | 3      | Tamás Lőrincz Pascal Strebel Aleksandar Maksimović                                     |
| II Światowy Turniej Kwalifikacyjny          | 2      | Atakan Yüksel Hovhannes Varderesyan                                                    |
| Gospodarz/Inwitacja                         | 0      | –                                                                                      |
| Razem                                       | +19    |                                                                                        |

### 74 kg
| Zawody                                      | Miejsc | Zakwalifikowani                                                                               |
| ------------------------------------------- | ------ | --------------------------------------------------------------------------------------------- |
| Mistrzostwa Świata w Zapasach 2011          | 6      | Roman Własow Selçuk Çebi Neven Žugaj Arsen Dżulfalakjan Robert Rosengren Askhat Dilmukhamedov |
| Turniej kwalifikacyjny dla Afryki i Oceanii | 2      | Zied Ayet Ikram Islam Talba                                                                   |
| Amerykański Turniej Kwalifikacyjny          | 2      | Jorgisbell Álvarez Andrew Bisek                                                               |
| Azjatycki Turniej Kwalifikacyjny            | 2      | Kim Jin-hyeok Daniar Kobonov                                                                  |
| Europejski Turniej Kwalifikacyjny           | 2      | Zurab Datunashvili Mark O. Madsen                                                             |
| I Światowy Turniej Kwalifikacyjny           | 3      | Emin Ahmadov Aliaksandr Kikiniou Péter Bácsi                                                  |
| II Światowy Turniej Kwalifikacyjny          | 2      | Aleksandr Kazakevič Christophe Guénot                                                         |
| Gospodarz/Inwitacja                         | 0      | –                                                                                             |
| Razem                                       | +19    |                                                                                               |

### 84 kg
| Zawody                                      | Miejsc | Zakwalifikowani                                                                           |
| ------------------------------------------- | ------ | ----------------------------------------------------------------------------------------- |
| Mistrzostwa Świata w Zapasach 2011          | 6      | Alim Selimau Damian Janikowski Nazmi Avluca Rami Hietaniemi Alan Khugayev Saman Tahmasebi |
| Turniej kwalifikacyjny dla Afryki i Oceanii | 2      | Karam Gaber Haykel Achouri                                                                |
| Amerykański Turniej Kwalifikacyjny          | 2      | Pablo Shorey Chas Betts                                                                   |
| Azjatycki Turniej Kwalifikacyjny            | 2      | Daniyal Gadzhiyev Lee Se-yeol                                                             |
| Europejski Turniej Kwalifikacyjny           | 2      | Vasyl Rachyba Amer Hrustanović                                                            |
| I Światowy Turniej Kwalifikacyjny           | 3      | Habibollah Akhlaghi Nenad Žugaj Mélonin Noumonvi                                          |
| II Światowy Turniej Kwalifikacyjny          | 2      | Hristo Marinov Vladimer Gegeszidze                                                        |
| Gospodarz/Inwitacja                         | 1      | Keitani Graham                                                                            |
| Razem                                       | +20    |                                                                                           |

### 96 kg
| Zawody                                      | Miejsc | Zakwalifikowani                                                                            |
| ------------------------------------------- | ------ | ------------------------------------------------------------------------------------------ |
| Mistrzostwa Świata w Zapasach 2011          | 6      | Elis Guri Jimmy Lidberg Rustam Totrow Cenk İldem Mohamed Abdelfatah Cimafiej Dziejniczenka |
| Turniej kwalifikacyjny dla Afryki i Oceanii | 2      | Hassine Ayari Choucri Atafi                                                                |
| Amerykański Turniej Kwalifikacyjny          | 2      | Yunior Estrada Erwin Caraballo                                                             |
| Azjatycki Turniej Kwalifikacyjny            | 2      | Ghasem Rezaei Norikatsu Saikawa                                                            |
| Europejski Turniej Kwalifikacyjny           | 2      | Artur Aleksanyan Ardo Arusaar                                                              |
| I Światowy Turniej Kwalifikacyjny           | 3      | Szalwa Gadabadze Daigoro Timoncini Soso Jabidze                                            |
| II Światowy Turniej Kwalifikacyjny          | 2      | Alin Alexuc-Ciurariu David Vála                                                            |
| Gospodarz/Inwitacja                         | 0      | –                                                                                          |
| Razem                                       | +19    |                                                                                            |

### 120 kg
| Zawody                                      | Miejsc | Zakwalifikowani                                                                                   |
| ------------------------------------------- | ------ | ------------------------------------------------------------------------------------------------- |
| Mistrzostwa Świata w Zapasach 2011          | 6      | Rıza Kayaalp Mijaín López Nurmachan Tynalijew Bashir Babajanzadeh Mihály Deák-Bárdos Łukasz Banak |
| Turniej kwalifikacyjny dla Afryki i Oceanii | 2      | Radhouane Chebbi Abdelrahman El-Trabely                                                           |
| Amerykański Turniej Kwalifikacyjny          | 2      | Dremiel Byers Andrés Ayub                                                                         |
| Azjatycki Turniej Kwalifikacyjny            | 2      | Liu Deli Numinjon Abdullaev                                                                       |
| Europejski Turniej Kwalifikacyjny           | 2      |                                                                                                   |
| I Światowy Turniej Kwalifikacyjny           | 3      |                                                                                                   |
| II Światowy Turniej Kwalifikacyjny          | 2      | Khasan Baroyev Guram Pherselidze                                                                  |
| Gospodarz/Inwitacja                         | 1      | Ali Nadhim                                                                                        |
| Razem                                       | +20    |                                                                                                   |

## Kobiety – styl wolny

### 48 kg
| Zawody                                      | Miejsc | Zakwalifikowani                                                                          |
| ------------------------------------------- | ------ | ---------------------------------------------------------------------------------------- |
| Mistrzostwa Świata w Zapasach 2011          | 6      | Hitomi Sakamoto Marija Stadnik Zhao Shasha Żułdyz Jesimowa Carol Huynh Carolina Castillo |
| Turniej kwalifikacyjny dla Afryki i Oceanii | 2      | Isabelle Sambou Maroi Mezien                                                             |
| Amerykański Turniej Kwalifikacyjny          | 2      | Clarissa Chun Patricia Bermúdez                                                          |
| Azjatycki Turniej Kwalifikacyjny            | 2      | Kim Hyung-joo Nguyễn Thị Lụa                                                             |
| Europejski Turniej Kwalifikacyjny           | 2      | Iwona Matkowska Alexandra Engelhardt                                                     |
| I Światowy Turniej Kwalifikacyjny           | 2      |                                                                                          |
| II Światowy Turniej Kwalifikacyjny          | 2      |                                                                                          |
| Gospodarz/Inwitacja                         | 1      | Tanoh Benie                                                                              |
| Razem                                       | +19    |                                                                                          |

### 55 kg
| Zawody                                      | Miejsc | Zakwalifikowani                                                                             |
| ------------------------------------------- | ------ | ------------------------------------------------------------------------------------------- |
| Mistrzostwa Świata w Zapasach 2011          | 6      | Saori Yoshida Tonya Verbeek Tetiana Łazariewa Ida-Theres Nerell Maria Gurowa Helen Maroulis |
| Turniej kwalifikacyjny dla Afryki i Oceanii | 2      | Marwa Amri Rbab Eid                                                                         |
| Amerykański Turniej Kwalifikacyjny          | 2      | Marcia Andrades Lissette Antes                                                              |
| Azjatycki Turniej Kwalifikacyjny            | 2      | Geeta Phogat Um Ji-eun                                                                      |
| Europejski Turniej Kwalifikacyjny           | 2      |                                                                                             |
| I Światowy Turniej Kwalifikacyjny           | 2      |                                                                                             |
| II Światowy Turniej Kwalifikacyjny          | 2      |                                                                                             |
| Gospodarz/Inwitacja                         | 1      | Olga Butkevych                                                                              |
| Razem                                       | +19    |                                                                                             |

### 63 kg
| Zawody                                      | Miejsc | Zakwalifikowani                                                                           |
| ------------------------------------------- | ------ | ----------------------------------------------------------------------------------------- |
| Mistrzostwa Świata w Zapasach 2011          | 6      | Kaori Ichō Marianna Sastin Ochirbatyn Nasanburmaa Jing Ruixue Kim Ran-mi Elena Pirozhkova |
| Turniej kwalifikacyjny dla Afryki i Oceanii | 2      | Jacira Mendonca Blessing Oborududu                                                        |
| Amerykański Turniej Kwalifikacyjny          | 2      | Martine Dugrenier Katerina Vidiaux                                                        |
| Azjatycki Turniej Kwalifikacyjny            | 2      | Jelena Szałygina Aisuluu Tynybekova                                                       |
| Europejski Turniej Kwalifikacyjny           | 2      |                                                                                           |
| I Światowy Turniej Kwalifikacyjny           | 2      |                                                                                           |
| II Światowy Turniej Kwalifikacyjny          | 2      | Monika Michalik Anastasija Grigorjeva                                                     |
| Gospodarz/Inwitacja                         | 2      | Sylvie Datty Maria Dunn                                                                   |
| Razem                                       | +20    |                                                                                           |

### 72 kg
| Zawody                                      | Miejsc | Zakwalifikowani                                                                                   |
| ------------------------------------------- | ------ | ------------------------------------------------------------------------------------------------- |
| Mistrzostwa Świata w Zapasach 2011          | 6      | Stanka Złatewa Jekatierina Bukina Ali Bernard Wasilisa Marzaluk Guzel Manyurova Ali Annabel Laure |
| Turniej kwalifikacyjny dla Afryki i Oceanii | 2      | Amarachi Obiajunwa Josiane Soloniaina                                                             |
| Amerykański Turniej Kwalifikacyjny          | 2      | Leah Callahan Ana Talía Betancur                                                                  |
| Azjatycki Turniej Kwalifikacyjny            | 2      | Wang Jiao Kyōko Hamaguchi                                                                         |
| Europejski Turniej Kwalifikacyjny           | 2      | Jenny Fransson Kateryna Burmistrova                                                               |
| I Światowy Turniej Kwalifikacyjny           | 2      | Ochirbatyn Burmaa Svetlana Saenko                                                                 |
| II Światowy Turniej Kwalifikacyjny          | 2      | Maider Unda Cynthia Vescan                                                                        |
| Gospodarz/Inwitacja                         | 0      | –                                                                                                 |
| Razem                                       | +18    |                                                                                                   |